# Попов, Александр Васильевич (военный медик)
Александр Васильевич Попов (1924—1991) — советский учёный-медик и педагог, токсиколог, организатор здравоохранения и медицинской науки, доктор медицинских наук (1968), профессор (1978), полковник медицинской службы (1970). Лауреат Государственной премии СССР (1969).

## Биография
Родился 18 октября 1924 года в Ташкенте, Узбекской ССР.
С 1948 по 1953 год проходил обучение в Военно-медицинской академии имени С. М. Кирова. С 1953 по 1954 год служил в частях Советской армии в должности начальника медицинского пункта воинской части. С 1954 по 1957 год проходил обучения в адъюнктуре по кафедре нормальной физиологии ВМА имени С. М. Кирова.
С 1957 по 1969 год на научно-исследовательской работе в Государственном центральном научно-исследовательском полигоне МО СССР (Семипалатинский полигон) в должностях: научный сотрудник, руководитель лаборатории и заместитель начальника научно-исследовательского отделения.
С 1969 по 1985 год работал в Военно-медицинской академии имени С. М. Кирова в должностях: преподаватель, старший преподаватель на кафедре оружия массового поражения и защиты от него, профессор и заместитель начальника военной токсикологии и медицинской защиты. С 1985 по 1991 год — заведующий кафедрой гражданской обороны Ленинградского санитарно-гигиенического медицинского института.

### Научно-педагогическая деятельность и вклад в науку
Основная научно-педагогическая деятельность А. В. Попова была связана с вопросами в области изучения экспериментальной радиобиологии и действия ионизирующего излучения на организм, изучения роли высших отделов центральной нервной системы в формировании и течении этого заболевания и нарушения функций тонкого кишечника при острой лучевой болезни, разработки проблем лучевой патологии, медицинской противорадиационной защиты, рекомендаций по защите войск и объектов от ядерного оружия и оружия массового поражения. А. В. Поповым были установлены основные синдромы, характеризующие «кишечную», «церебральную» и «костномозговую» формы лучевой болезни, им были определены количественные характеристики доз облучения, при которых развиваются эти формы лучевого поражения.
В 1957 году А. В. Попов защитил кандидатскую диссертацию на соискание учёной степени кандидат медицинских наук по теме: «Секреторная и моторная функции тонкого кишечника при острой лучевой болезни у собак с нормальной и функционально ослабленной корой головного мозга», в 1968 году — доктор медицинских наук по теме: «Патофизиологическая характеристика острых лучевых поражений в высоких и сверхвысоких дозах». В 1968 году А. В. Попову было присвоено учёное звание профессора. В 1969 году по совокупности своих работ А. В. Попову была присвоена Государственная премия СССР. А. В. Попов был автором более ста пятидесяти научных трудов в том числе монографий, им было подготовлено девять докторов и кандидатов наук.
Скончался 21 августа 1989 года в Ленинграде, похоронен на Волковом кладбище.

## Награды
- Государственная премия СССР (1969)[1]